# Герман II Навплій
Герман II Навплій (грец. Γερμανός Β΄ Ναύπλιος; д/н — 1240) — константинопольський патріарх у 1222–1240 роках.

## Життєпис
Про походження обмежені відомості, але напевне належав до представників візантійської еліти. Народився в Анаплії (фема Фракія). На момент Четвертого хрестового походу 1204 року служив дияконом у соборі Св. Софії. Після падіння Константинополя став ченцем у монастир біля Ахірая (Мала Азія). У 1223 році був обраний за підтримки нікейського імператора Іоанна III Ватаца константинопольським патріархом. Швидко виявив себе цінним союзником останнього. Натомість отримав щедрі пожертви на церкву.
Протягом усього свого патріархату Герман II намагався відновити свою владу в саттусі очільника православних колишньої Візантійської імперії. Для цього підтримував Іоанна III в прагненнії відновити кордони Візантії. Патріарх в цій справі зіткнувся з єпископами Фессалонікська імперія, насамперед Деметрія Хоматеноса, архієпископа Охридського. 1230 року ситуація для Германа II покращалася після поразки фессалонікського імператора Феодора I у війні проти Другого Болгарського царства. Вже у 1232 році розкол церковні ієрархі Епіру та Фессалії визнала владу Германа II.
Патріарх, незважаючи на те, що був запеклим критиком «помилок» Латинського патріархату Константинополя та автором численних антикатолицьких трактатів, спочатку він був готовий до зближення з Римом. У 1232 році він відправив групу францисканців як посланців до папи римського Григорія IX. Герман II запропонував скликати Вселенський собор, спрямований на возз'єднання церков. У відповідь у 1234 році до Нікеї прибула делегація францисканців і домініканців, але їх повноваження були обмежені: вони не мали вести будь-які перемовини, лише щоб озвучити пропозиції до імператора та патріарха. Ця делегація була на соборі, який відбувся в Німфейоні, де сторони нідо чого не домовилися..
Разом з тим з огляду на посилення потуги Болгарії вимушен був визнати статус Тирновського патріархату. Також це було зроблено задля відірвання Болгарської церкви від унії з Католицькою церквою. Рішення про надання Болгарській церкві статусу патріархії було прийнято 1235 року на соборі в Лампсаку, де бравли участь Антіохійський та Александрійський патріархи, сановники грецької та болгарської церков, абати низки монастирів. За цим інтронизував патріарха Йоакима I, вручивши йому особисте послання з підписами інших патріархів і золотою печаткою.
1238 року той здійснив поїздку землями Епірського деспотату і Фессалії. Помер у червні 1240 року. Новим патріархом став Мефодій II.